# 기오르기 찬투리아
기오르기 찬투리아(조지아어: გიორგი ჭანტურია, 1993년 4월 11일 ~ )는 과거 윙어로 활약했던 조지아의 전 축구 선수이다.

## 클럽 경력
찬투리아는 FC 사부르탈로에서 축구를 시작했으며, 2009년 6월에 바르셀로나로 임대를 떠났다. 그는 바르샤의 후베닐 B팀 선수단에 들었고, 11골을 넣으며 카탈루냐 컵 우승에 도움을 줬다.
2010년 8월, 첼시와 연결이 되기도 했던 후, 찬투리아는 비테서와 계약을 맺었다. 2011년 4월, 그는 클럽과 3년 계약을 채결했다.
찬투리아는 8월 7일에 0-0으로 비긴 ADO 덴하흐와의 원정경기인 에레디비시 2011-12 개막전에서 선발로 출전하며, 비테서 데뷔전을 치렀다. 그는 그의 두 번째 공식경기인 4-0으로 이긴 VVV 펜로전에서 비테서 소속으로 그의 첫 골을 넣었다.
2012년 12월, 찬투리아는 시즌 종료 때까지 알라니야 블라디캅카스로 임대를 떠났다. 그는 시즌 종료 후 아르헴 클럽으로 복귀했고, 2013-14 시즌 1군팀 명단에 다시 포함됐다.
2014년 2월 19일, CFR 클루지가 비공개된 이적료를 지불하여 비테서 미드필더 기오르기 찬투리아의 계약을 마쳤다..

## 국가대표팀 경력
찬투리아는 2014년 3월 5일에 열린 리히텐슈타인과의 친선전에서 조지아 축구 국가대표팀으로서의 첫 출전을 치렀다. 그는 그의 데뷔 경기를 치른 지 단 25분 만에 데뷔골을 터트렸다.